# Fernmeldeturm Ludwigshafen am Rhein
Der Fernmeldeturm Ludwigshafen am Rhein ist eine Sendeanlage für UKW-Hörfunk in Ludwigshafen am Rhein. Der 138 Meter hohe Fernmeldeturm der Deutschen Funkturm wurde als Typenturm erbaut. Das Fernseh-Programm des Rhein-Neckar Fernsehens wurde hier 1998–2004 terrestrisch ausgestrahlt.

## Frequenzen und Programme

### Analoges Radio (UKW)
| Frequenz (MHz) | Programm               | RDS PS   | RDS PI | Regionalisierung | ERP (kW) | Antennendiagramm rund (ND)/gerichtet (D) | Polarisation horizontal (H)/vertikal (V) |
| -------------- | ---------------------- | -------- | ------ | ---------------- | -------- | ---------------------------------------- | ---------------------------------------- |
| 97,3           | Deutschlandfunk Kultur | Dlf_Kult | D220   | –                | 0,1      | D (180°-310°)                            | H                                        |
| 88,3           | Radyo Metropol FM      | METROPOL | 102B   | Südwest          | 0,1      | D (330°-100°)                            | H                                        |

### Analoges Fernsehen
Bis zur Umstellung auf DVB-T wurden folgende Programme in analogem PAL gesendet:
| Kanal | Frequenz (MHz) | Programm                       | ERP (kW) | Sendediagramm rund (ND)/ gerichtet (D) | Polarisation horizontal (H)/ vertikal (V) |
| ----- | -------------- | ------------------------------ | -------- | -------------------------------------- | ----------------------------------------- |
| 28    | 527,25         | Sat.1 (Rheinland-Pfalz/Hessen) | 0,5      | D                                      | V                                         |
| 58    | 767,25         | RNFplus                        | 1        |                                        | V                                         |